# Àngels Barceló Suárez
Àngels Barceló Suárez   (Barcelona, 7 de setembre de 1963) és una periodista catalana amb una intensa trajectòria en els mitjans de comunicació audiovisuals.

## Carrera professional

### Inicis professionals: Catalunya Ràdio i Televisió de Catalunya
La seva carrera professional va començar als 20 anys (1983), treballant com a redactora d'informatius a l'emissora de Catalunya Ràdio, on durant els anys 1984 i 1985 presentà el programa Fil directe. El maig del 1984, i sense deixar la ràdio, va fer el salt a la televisió per presentar el Telenotícies Cap de Setmana de Televisió de Catalunya. El març del 1986 va passar al Telenotícies Migdia i a la tardor del 1988, al Telenotícies Vespre, on va continuar fins al 1997. Va participar en retransmissions d'esdeveniments importants, com nits electorals (nacionals i estatunidenques), la Guerra del Golf, la signatura del Tractat de Maastricht o la nominació com a Seu Olímpica de Barcelona. Ha arribat a ser la directora de l'última edició de l'informatiu de TVC. A més, també va presentar el programa de reportatges Actual i va ser responsable d'Àngels de nit, un programa d'entrevistes.

### Salt a una televisió d'àmbit espanyol:Telecinco
No va ser fins al 1997 quan Àngels Barceló va aparèixer per primera vegada davant de les càmeres d'una televisió d'àmbit espanyol: després d'haver passat mig any com a editora dels informatius dels caps de setmana de Telecinco, passa a editar i a presentar els informatius de les 14:30. I el 2001, després de la sortida de Juan Ramón Lucas, va passar a editar i a presentar els Informatius de Telecinco de les 20:30. Durant aquesta etapa va participar com a enviada especial a la Guerra de Iugoslàvia, les eleccions als Estats Units, la mort del Papa Joan Pau II o la catàstrofe del Prestige. I mentre presentava l'informatiu dominical del migdia va retransmetre en directe els atemptats de l'11 de setembre de 2001 a Nova York.

### Salt a una ràdio d'àmbit espanyol:Cadena SER
El 2005, cansada de viure a Madrid mentre la seva família residia a Barcelona, va decidir fer un gir professional a la seva carrera fitxant per la Cadena SER per dirigir i presentar el magazín del cap de setmana A vivir que son dos días, programa que realitza des de Ràdio Barcelona.
El 15 de novembre del 2007 durant l'assemblea anual de directors de la Cadena SER és escollida per substituir Carlos Llamas (mort l'octubre del 2007) al capdavant del magazín informatiu diari Hora 25, feina que comença el 7 de gener del 2008 des de Ràdio Madrid.

### Col·laboracions ambSogecable:CuatroiCanal+
Des del seu fitxatge per la filial radiofònica del grup PRISA, Àngels Barceló ha compaginat la ràdio amb participacions periòdiques a la filial televisiva d'aquest grup multimèdia; tot i que també va presentar breument durant l'últim trimestre del 2005 un magazín setmanal d'actualitat titulat 180° a Televisió de Catalunya.
Del març al juny del 2006 va presentar una vegada al mes, alternant-se amb Carles Francino, Iñaki Gabilondo i Jon Sistiaga, el magazín d'actualitat Cuatro x Cuatro a Cuatro, el canal generalista de Sogecable. També a Cuatro, durant la Copa Mundial de Futbol d'Alemanya de 2006, va presentar amb Nico Abad els programes Zona Cuatro, que incloïa la prèvia i el post-partit dels partits de la selecció espanyola al Campionat Mundial de Futbol, i Maracanà Alemanya 06, el qual resumia tots els partits de la Copa del Món; tots dos espais realitzats en un plató a l'aire lliure des de la Plaça de Colón de la ciutat de Madrid. Així mateix també ha retransmès per a Canal+, el canal prèmium de Sogecable, els Oscars durant els anys 2006, 2007 i 2008.
Durant l'Eurocopa 2008 d'Àustria i Suïssa Àngels Barceló i Nico Abad van presentar per a Cuatro des de la Plaça de Colón de Madrid (també denominada a Cuatro la "Plaza Roja") l'edició especial de Zona Cuatro amb motiu de la cobertura especial que es va desplegar per a retransmetre el campionat europeu.
El novembre de 2010 viatjà al Marroc amb un equip de la SER per a investigar el desallotjament violent del campament de protesta saharauí d'Al-Aaiun, amb un nombre encara indeterminat de morts i centenars de ferits. L'11 de novembre del 2010 fou interrogada per la policia marroquina per haver aconseguit trencar el bloqueig informatiu marroquí i, posteriorment, ser expulsada del Marroc per "haver proporcionat informacions falses sobre la seva identitat i professió".

### Polèmiques
El 2009 va ser acusada per Montserrat Boix, periodista de TVE, d'apropiar-se del treball d'un company de la redacció d'internacional de la SER, en emetre una entrevista amb el president palestí Mahmud Abbas, substituint les seves preguntes i la seva veu per les preguntes i la veu de la Barceló, que no havia estat present a la conversa.
El 2011 es va responsabilitzar públicament de l'acomiadament de Carlos Carnicero, col·laborador de la SER durant 17 anys, que ho va atribuir a motius polítics i va lamentar la «covardia» de la presentadora.
És aficionada al futbol, i seguidora del FC Barcelona. El 2012 va criticar la presentadora esportiva Sara Carbonero, vinculada afectivament amb el jugador del Reial Madrid Iker Casillas, pels seus repetits errors. En la mateixa entrevista va afirmar que entre les presentadores «el físic era important, però també pesava que sabessis fer les coses bé. Jo crec que ara això no es té en compte, el físic és el que té més pes.»
En la mateixa entrevista, en relació amb el periodista Jordi Évole, va expressar: «no m'agrada que es digui que l'únic periodisme que es fa ara en l'univers és el de Jordi Évole, perquè hi ha una altra gent que també n'estem fent».

## Premis i nominacions
- 1997: Finalista del premi de periodisme Cirilo Rodríguez.
- 1997: Premi Atea per presentar i dirigir el millor programa informatiu de l'any.
- 1999: Antena de Oro per presentar els informatius a Telecinco.
- 1999: TP d'Or. Millor presentadora. Nominada
- Premi Micròfons de l'APEI per la cobertura de l'enfonsament del Prestige (compartit amb Hilario Pino).
- 2003: Premis ATV. Millor Comunicadora de Programes Informatius. Nominada
- 2003: TP d'Or al millor informatiu diari.
- 2003: TP d'Or. Millor Presentador/a d'Informatius. Nominada.
- 2004: TP d'Or. Millor Presentador/a d'Informatius. Nominada.
- 2005: Premis ATV. Millor Comunicadora de Programes Informatius. Guanyadora.
- 2010: Premis Micròfon d'Or en ràdio per presentar i dirigir Hora 25 de la Cadena SER.
- 2024ː Creu de Sant Jordi.[12]
- 2025: inclosa a la llista Forbes de les 100 dones més influents de Catalunya.[13]